# Metropolitní město Cagliari
Metropolitní město Cagliari (Città metropolitana di Cagliari) je italský správní celek druhé úrovně v regionu Sardinie. Byla ustanovena v roce 2016 vyčleněním 17 obcí z rušeného provincie Provincie Cagliari. Nachází se na jižním pobřeží ostrova okolo města Cagliari. Jedná se o jediné tzv. metropolitní město v Itálii, které nevzniklo pouhou transformací totožné provincie, ale jako nově utvořená metropolitní oblast okolo významného města.

## Přehled obcí
Území metropolitního města sestává ze 17 obcí.
| Č.     | Obec                                  | Rozloha (km²) | Populace |
| ------ | ------------------------------------- | ------------- | -------- |
| 1      | Cagliari / Casteddu                   | 85,01         | 154 342  |
| 2      | Assemini                              | 118,17        | 26 859   |
| 3      | Capoterra / Cabuderra                 | 68,49         | 23 575   |
| 4      | Decimomannu / Deximumannu             | 27,72         | 8 142    |
| 5      | Elmas / Su Masu                       | 13,63         | 9 479    |
| 6      | Maracalagonis                         | 101,37        | 7 950    |
| 7      | Monserrato / Pauli                    | 6,43          | 19 922   |
| 8      | Pula                                  | 138,92        | 7 395    |
| 9      | Quartu Sant'Elena / Cuartu Sant'Aleni | 96,41         | 70 901   |
| 10     | Quartucciu                            | 27,93         | 13 275   |
| 11     | Sarroch / Sarroccu                    | 67,83         | 5 250    |
| 12     | Selargius / Ceraxius                  | 26,67         | 28 858   |
| 13     | Sestu                                 | 48,29         | 20 862   |
| 14     | Settimo San Pietro / Sètimu           | 23,29         | 6 739    |
| 15     | Sinnai / Sìnnia                       | 223,91        | 17 406   |
| 16     | Uta / Uda                             | 134,71        | 8 584    |
| 17     | Villa San Pietro / Santu Perdu        | 39,89         | 2 103    |
| Celkem | Celkem                                | 1 248,71      | 431 642  |